# Begonia wutaiana
Espèce
Begonia wutaiana est une espèce de plantes de la famille des Begoniaceae.
Elle a été décrite en 2005 par Ching I Peng et Yung Kuang Chen (2005).